# الا گورو
اِلا گورو (به انگلیسی: Ella Guru) با نام واقعی اِلا دِراگلیس (Ella Drauglis) (زاده ۲۴ می ۱۹۶۶)، یک هنرمند آمریکایی ساکن لندن است که در زمینه‌های نقاشی و موسیقی فعالیت دارد. او یکی از اعضای تشکیل‌دهندهٔ اولین گروه جنبش استاکیسم در سال ۱۹۹۹ می‌باشد و در گذشته عضو گروه‌های موسیقی وودو کویینز و مامبو تاکسی نیز بوده‌است.

## نگارخانه

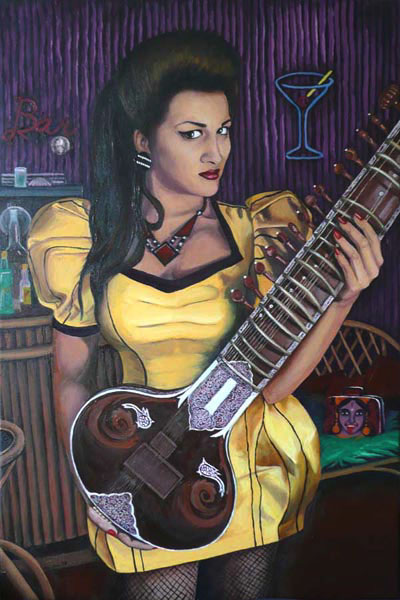
بیشی
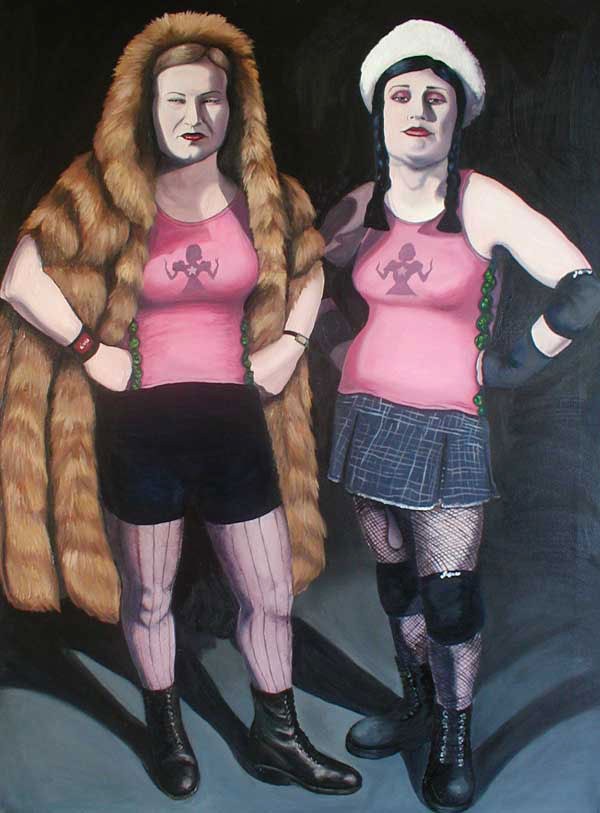
کشتی‌گیران زن
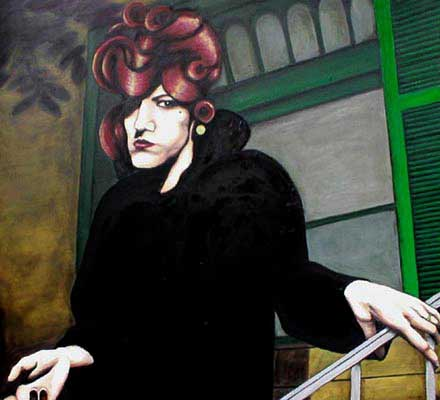
خداحافظ کلمبوس
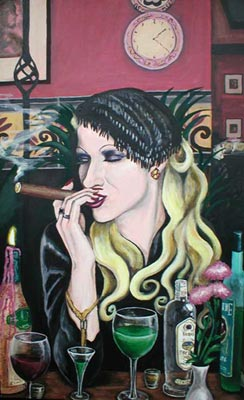
جادوشده به زور
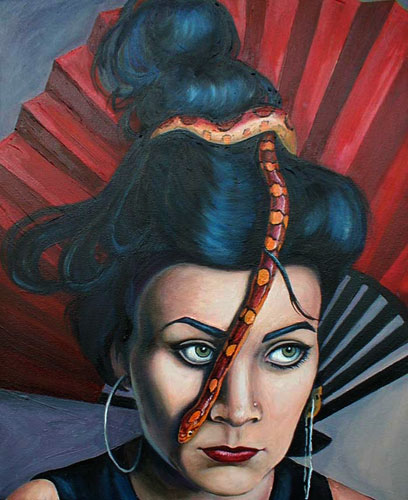
بادبزن و مار
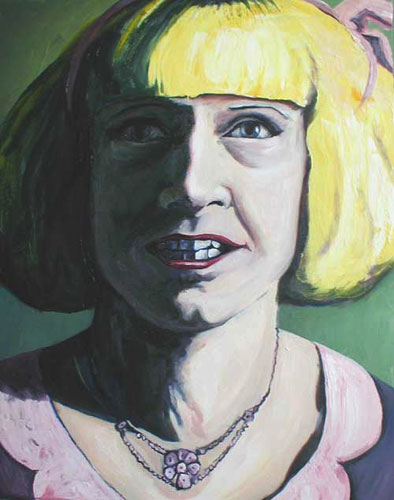
گریسون پری
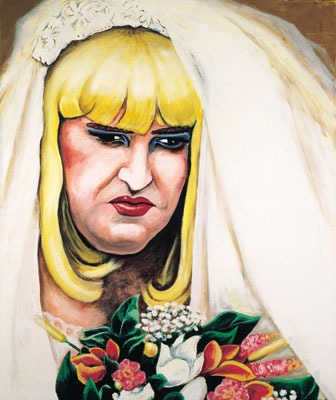
عروس